# Thomisus castaneiceps
Thomisus castaneiceps là một loài nhện trong họ Thomisidae.
Loài này thuộc chi Thomisus. Thomisus castaneiceps được Eugène Simon miêu tả năm 1909.